# 992
| [ Edytuj tabelę ]              |                                                   |
| Książę Polski                  | - 960 Mieszko I 992 - 992 Bolesław I Chrobry 1025 |
| Król Anglii                    | - 978 Ethelred II Bezradny 1016                   |
| Hrabia Aragonii i król Nawarry | - 970 Sancho II 994                               |
| Hrabia Barcelony               | - 947 Borrell II 992 - 992 Rajmund Borrell 1017   |
| Książę Bawarii                 | - 985 Henryk II Kłótnik 995                       |
| Książę Burgundii               | - 965 Odo-Henryk 1002                             |
| Cesarz Bizancjum               | - 976 Bazyli II Bułgarobójca 1025                 |
| Car Bułgarii                   | - 977 Roman 997 - 976 Samuel Komitopul 1014       |
| Cesarz Chin                    | - 976 Song Taizong 997                            |
| Książę Czech                   | - 972 Bolesław II Pobożny 999                     |
| Król Danii                     | - 987 Swen Widłobrody 1014                        |
| Władca Egiptu                  | - 975 Al-Aziz 996                                 |
| Król Francji                   | - 987 Hugo Kapet 996                              |
| Król Gruzji                    | - 961 Dawid III 1001                              |
| Hrabia Holandii                | - 988 Arnulf 993                                  |
| Cesarz Japonii                 | - 986 Ichijō 1011                                 |
| Kalif                          | - 991 Al-Kadir 1031                               |
| Hrabia Kastylii                | - 970 Garcia I Fernandez 995                      |
| Król Khmerów                   | - 968 Dżajawarman V 1001                          |
| Wielki książę Kijowa           | - 978 Włodzimierz I Wielki 1015                   |
| Patriarcha Konstantynopola     | - 984 Mikołaj II Chryzoberges 996                 |
| Władca Korei                   | - 981 Sŏngjong 997                                |
| Król Leónu                     | - 984 Bermudo II 999                              |
| Król Munsteru                  | - 978 Brian Śmiały 1014                           |
| Król Norwegii                  | - 987 Swen Widłobrody 994                         |
| Hrabia Palatynatu              | - 945 Hermann Pusillus 994                        |
| Papież                         | - 985 Jan XV 996                                  |
| Hrabia Portugalii              | - 950 Gonçalo Mendes 999                          |
| Książę Saksonii                | - 973 Bernard I 1011                              |
| Król Szkocji                   | - 971 Kenneth II 995                              |
| Król Szwecji                   | - 970 Eryk Zwycięski 995                          |
| Doża Wenecji                   | - 991 Pietro II Orseolo 1009                      |
| Książę Węgier                  | - 970 Gejza 997                                   |
| Cesarz Wietnamu                | - 980 Lê Hoàn 1005                                |

Rok 992 / CMXCII
stulecia: IX wiek ~
X wiek ~
XI wiek

lata: 982 «
987 «
988 «
989 «
990 «
991 «
992
» 993
» 994
» 995
» 996
» 997
» 1002

## Wydarzenia w Polsce
- Nowym władcą Polski został syn Mieszka I – Bolesław I Chrobry (zwany Wielkim).

## Wydarzenia na świecie
- Azja
  - Karachanidzi zajęli stolicę Samanidów, Bucharę, wycofali się z niej jednak z powodu śmierci ich wodza Bughra-chana.

## Zmarli
- 25 maja – Mieszko I, książę Polan, pierwszy książę Polski (data dzienna sporna lub przybliżona) (ur. między 922 a 945)
- 27 czerwca – Conan I, książę Bretanii i hrabia Rennes (ur. 927)
- data dzienna nieznana :
  - Chongshou Qichou – chiński mistrz chan ze szkoły fayan (ur. ?)
  - Hasan Bughra-chan – władca Karachanidów (ur. ?)